# L'Histoire de Souleymane
L'Histoire de Souleymane is een Franse dramafilm uit 2024, geregisseerd en mede geschreven door Boris Lojkine. De hoofdrol wordt vertolkt door een niet-professionele acteur, Abou Sangaré, op wiens leven het scenario gedeeltelijk is gebaseerd.

## Verhaal
De film beschrijft 48 uur uit het leven van Souleymane, een jonge Guinees die in Parijs als fietskoerier werkt en zich voorbereidt op een interview met de OFPRA als onderdeel van zijn asielaanvraag.

## Rolverdeling
| Acteur           | Personage        |
| ---------------- | ---------------- |
| Abou Sangaré     | Souleymane       |
| Nina Meurisse    | OFPRA-medewerker |
| Alpha Oumar Sow  | Barry            |
| Emmanuel Yovanie | Emmanuel         |

## Productie
Tijdens de ontwikkeling van de film raadpleegden Lojkine en casting director Aline Dalbis fietskoeriers in Parijs om meer te weten te komen over de uitdagingen waarmee zij werden geconfronteerd en om leden van de Guineese immigrantengemeenschap in de stad te leren kennen. De ster van de film, Abou Sangaré, werd ontdekt tijdens een open casting die werd uitgevoerd als onderdeel van dit onderzoek. Sangaré was zeven jaar voor de casting naar Frankrijk geëmigreerd, toen hij nog een tiener was. De meeste personages worden vertolkt door niet-professionele acteurs.
Om de laatste interviewscène te schrijven, verzamelden de filmmakers input van Guineese asielzoekers en zaten ze bij interviews die werden afgenomen door OFPRA (het Franse Bureau voor de Bescherming van Vluchtelingen en Staatlozen).

## Release en ontvangst
L'Histoire de Souleymane ging op 19 mei 2024 in première op het Filmfestival van Cannes in de Un certain regard-sectie. De film kreeg positieve kritieken van de filmcritici, met een score van 100% op Rotten Tomatoes, gebaseerd op 17 beoordelingen.

## Prijzen en nominaties
De belangrijkste:
| Jaar | Prijs                   | Categorie                        | Genomineerde(n)                                                                      | Uitslag     |
| ---- | ----------------------- | -------------------------------- | ------------------------------------------------------------------------------------ | ----------- |
| 2024 | Europese filmprijzen    | Beste geluid                     | Marc-Olivier Brullé, Pierre Bariaud, Charlotte Butrak, Samuel Aïchoun & Rodrigo Diaz | Gewonnen    |
| 2024 | Europese filmprijzen    | Beste acteur                     | Abou Sangare                                                                         | Gewonnen    |
| 2024 | Filmfestival van Cannes | Prix Un certain regard           | Boris Lojkine                                                                        | Genomineerd |
| 2024 | Filmfestival van Cannes | Un certain regard juryprijs      | Boris Lojkine                                                                        | Gewonnen    |
| 2024 | Filmfestival van Cannes | Un certain regard beste acteur   | Abou Sangaré                                                                         | Gewonnen    |
| 2024 | Filmfestival van Cannes | Un certain regard FIPRESCI-prijs | Boris Lojkine                                                                        | Gewonnen    |